# Metamorfosis Season
Metamorfosis Season fue una serie de conciertos de la cantante, compositora y actriz Aitana, en apoyo a su discografía completa. El repertorio incluyó su cuarto álbum de estudio, Cuarto azul (2025), así como sus antecesores Alpha (2023), 11 razones (2020) y Spoiler (2019). Los tres conciertos reunieron a más de 160.000 asistentes, con todas las entradas agotadas.

## Antecedentes
En 2024, Aitana tenía previsto realizar dos conciertos en el Estadio Santiago Bernabéu en Madrid como parte del Alpha Tour. Sin embargo, estos conciertos fueron reprogramados por las reformas de insonorización en el estadio, debido a las quejas y denuncias de los vecinos.  Más tarde, en una entrevista para Los40, Aitana describió los conciertos como «un recopilatorio de todo lo que hemos vivido», dejando atrás la idea de realizar los conciertos como encore del Alpha Tour.
En 2025, el 19 de febrero durante el programa La Revuelta emitido en La 1, Aitana anunció que después de sus conciertos de Madrid, realizaría uno en el Estadio Olímpico Lluís Companys de Barcelona. El 16 de marzo, en una entrevista como parte de la promoción de su sencillo «Sentimiento natural», en colaboración al cantante puertorriqueño Myke Towers, Aitana confirmó que los conciertos en el Bernabéu siguen en pie, aunque añadió la expresión «de momento». Al día siguiente anunció lo que será el nombre de la gira, junto con la fecha en Barcelona. El 7 de abril, la artista anunció dos nuevas fechas en Madrid, en el Estadio Riyadh Air Metropolitano, para el mes de julio de este año, después de la cancelación de los conciertos previstos en el Estadio Santiago Bernabéu.
El 3 de julio de 2025, fue anunciada Julieta como telonera del concierto de Barcelona, el 19 de julio.El 22 de julio de 2025, confirmó que Gale será el acto de apertura del primer concierto de Madrid, el 30 de julio.Un día más tarde, el 23 de julio Ela Taubert fue anunciada como la telonera del segundo concierto en Madrid, el 31 de julio.[cita requerida]

## Repertorio
Este repertorio incluye todas las canciones interpretadas, excepto las actuaciones sorpresas y las variaciones realizadas en cada ciudad.
1. «6 de febrero»
2. «Superestrella»
3. «Teléfono»
4. «Popcorn»
5. «Lo malo» (con elementos de «Yeah!»)
6. «Presiento» / «Más de lo que aposté»
7. «Con la miel en los labios»
8. «Vas a quedarte»
9. «Sentimiento natural»
10. «11 razones»
11. «Si no vas a volver» / «= (Igual)» / «No te has ido y ya te extraño»
12. «Tu foto del DNI» (con intro de «Girlfriend»)
13. «Cuando te fuiste»
14. «+ (Más)»
15. «Mon Amour»
16. «Duele un montón despedirme de ti»
17. «Música en el cielo»
18. «Los Ángeles» (con intro de «Dararí», «Gimme! Gimme! Gimme! (A Man After Midnight)», «Voulez-Vous» y «Dancing Queen»)
19. «Miamor»
20. «2 Extraños» (con elementos de «Vogue»)
21. «En el coche» (con intro de «What Is Love» y «Gypsy Woman (She's Homeless)»)
22. «AQYNE»
23. «Gran Vía»
24. «24 Rosas»
25. «Cuando hables con él»
26. «Pensando en ti» (con outro de «Sweet Dreams (Are Made of This)» y «Flying Free»)
27. «Mariposas»
28. «Formentera»
29. «Las babys»
30. «Segundo intento»
31. «La chica perfecta»
32. «Conexión psíquica»

## Fechas
| Fecha       | Ciudad    | País   | Recinto                          | Teloneros   | Asistentes | Ref.          |
| ----------- | --------- | ------ | -------------------------------- | ----------- | ---------- | ------------- |
| 19 de julio | Barcelona | España | Estadio Olímpico Lluís Companys  | Julieta     | 48 000     | [ 13 ] [ 20 ] |
| 30 de julio | Madrid    | España | Estadio Riyadh Air Metropolitano | Gale        | 100 000    | [ 21 ] [ 22 ] |
| 31 de julio | Madrid    | España | Estadio Riyadh Air Metropolitano | Ela Taubert | 100 000    | [ 21 ] [ 22 ] |